# Herophydrus obscurus
Herophydrus obscurus är en skalbaggsart som beskrevs av Sharp 1882. Herophydrus obscurus ingår i släktet Herophydrus och familjen dykare. Inga underarter finns listade i Catalogue of Life.